# Валайтис, Владимир Антонович
Влади́мир Анто́нович Вала́йтис (1923—1987) — советский оперный певец (баритон). Народный артист РСФСР (1973).

## Биография
Родился в семье рабочего-железнодорожника, литовца по национальности. В детстве играл в семейном оркестре на гитаре, мандолине, балалайке, домре.
Окончил десятилетку перед началом войны. Рыл окопы, затем мобилизован, зачислен в Харьковское военное авиационное училище связи, эвакуированное в Ташкент. В ноябре 1942 года, после ускоренного годичного курса, в звании младшего лейтенанта прибыл по назначению под Сталинград, где формировалась 17-я воздушная армия генерала С. А. Красовского. В её 26-м полку связистов, командуя радиовзводом, прошёл от Сталинграда — через юг Украины, Молдавию, Румынию, Болгарию, Югославию — до Вены. Часто выступал перед однополчанами, называвшими его «наш Шаляпин»; в 1944 пел перед Военным советом фронта, получил одобрение главнокомандующего Ф. Толбухина.
По окончании войны стал солистом Ансамбля песни и пляски 3-го Украинского фронта. В 1946 году, во время своего первого послевоенного отпуска, решил прослушаться в Харьковскую консерваторию и был принят, но из ансамбля его не отпустили. В армии оставался до 1952 года.
В 1957 с отличием окончил вокальный факультет Харьковской консерватории (класс профессора П. В. Голубева). В том же году был принят в стажерскую группу Большого театра, вскоре стал солистом. В 1980 г., уйдя со сцены, заведовал стажерской группой театра.
Член КПСС с 1944.
Урна с прахом находится в закрытом колумбарии Ваганьковского кладбища.

## Награды и звания
- Народный артист РСФСР (1973)
- Орден Октябрьской Революции (1976)
- Орден Отечественной войны II степени (1985)